# Lutz Brenner
Lutz Brenner (* 9. August 1973 in Mainz) ist ein deutscher Organist. Er ist Diözesankirchenmusikdirektor des Bistums Mainz.

## Leben
Brenner studierte Schulmusik, Germanistik, Kirchenmusik und Konzertfach Orgel und Orgelimprovisation an der Johannes Gutenberg-Universität Mainz sowie am Conservatoire National de Région Dijon und an der Folkwang-Hochschule. Im Bereich Kirchenmusik erlangte er das A-Examen mit Auszeichnung. Er wurde unter anderem bei Albert Schönberger, Hans-Jürgen Kaiser, Jean-Pierre Leguay und Roland Maria Stangier ausgebildet.
Brenner war von 1991 bis 2004 Organist sowie Chorleiter an St. Georg in Mainz-Bretzenheim. Außerdem hatte er in dieser Zeit das Amt des Vertreters des Domorganisten am Mainzer Dom inne. Daneben war er von 2000 bis 2002 Assistent von Michael Hofstetter für das Fach Orchesterleitung am Fachbereich Musik der Universität Mainz. In der Spielzeit 2001/2002 hatte er die musikalische Leitung der Produktion des Stücks Die kleine Zauberflöte am Staatstheater Mainz. 2004 kam er als Bezirkskantor nach St. Martin in Bad Ems. Dort oblag ihm auch die Leitung des St. Martins-Chors. 2012 vertrat er Roland Maria Stangier in den Orgelklassen an der Folkwang-Hochschule in Essen.
Brenner wurde von Bischof Peter Kohlgraf zum 1. Januar 2020 zum Diözesankirchenmusikdirektor des Bistums Mainz ernannt. Er ist Leiter des Instituts für Kirchenmusik Mainz.
Brenner ist seit 2006 im künstlerischen Leitungsteam der Internationalen Orgelfestwochen des Kultursommers Rheinland-Pfalz und hat er einen Lehrauftrag für das Fach Orgelimprovisation an der Musikhochschule Mainz. Brenner gab Konzerte in verschiedenen Ländern in Europa und wirkte an Rundfunkaufnahmen und CD-Einspielungen mit.

## Auszeichnungen
- 1999, 2000 sowie 2001: Stipendiat des Landes Nordrhein-Westfalen bei der Internationalen Altenberger Orgelakademie[2]
- 2003 erhielt er den 3. Preis und 2005 den 2. Preis beim Internationalen Improvisationswettbewerb Schwäbisch Gmünd[3]

## Tondokumente (Auswahl)
- Gott, heilger Schöpfer aller Stern. Lutz Brenner spielt improvisierte Variationen. YouTube.[4]
- Summertime – Orgelmusikquiz. YouTube.[5]
- Albert Schönberger: Auf Wiedersehen im Himmel. Oratorium. Mitwirkung als Instrumentalmusiker. CD, Tonträgerproduktion Bruno Hebestreit, Schlangenbad-Georgenborn 2004.